# Le Pavé
Pour les articles homonymes, voir Pavé (homonymie).
Le Pavé est un sommet français du massif des Écrins qui culmine à 3 823 m. Il est surtout réputé pour sa face sud bien exposée où des voies de haute difficulté ont été tracées.

## Géographie
Dans le massif des Écrins, le Pavé est un nœud topographique : c'est là que la longue crête sud vient se souder à l'arête de la Meije qui vient du pic Gaspard. La disposition des arêtes permet ainsi la réalisation de la traversée de l'arête Meije orientale - Pavé - pic Gaspard.
La face sud haute de 400 m a une allure dolomitique par sa raideur et présente pour cette raison des itinéraires d'ascension de haute difficulté.
Le rocher est constitué d'un gneiss de bonne qualité.

## Premières ascensions
- 19 juillet 1879 : face ouest par William Auguste Coolidge, Christian Almer père et fils.
- 25 juin 1944 : face sud « Voie Rébuffat » par Gaston Rébuffat et Michel Chevalier.
- 1957 : face sud - arête sud-ouest par Guy Demenge et André Scholberg.
- 1997-1998 : face sud voie « Voyage au pays de l'oxygène rare » par Jean-Michel Cambon, Gilles Crespi, Alain Dupaquis, Hervé Guigliarelli, Greg Sauget et Eric Desrayaud.

## Voies
Les trois principales voies d'ascension sont  :
- en face ouest, voie Normale, cotée PD+, engagement II et libre 3c ;
- en face sud, dite « voie Rébuffat », cotée TD+, engagement IV et libre 6b+ ;
- en face sud, voie « Voyage au pays de l'oxygène rare », cotée TD+.

## Accès
- Refuge du Pavé